# Heterokladi
Heterokladi är förekomsten av grenar eller skott av olika slag hos samma växt, till exempel långskott och kortskott. Termen kommer av hetero för olika och klados för gren. Kortskotten kan vara fruktved. 

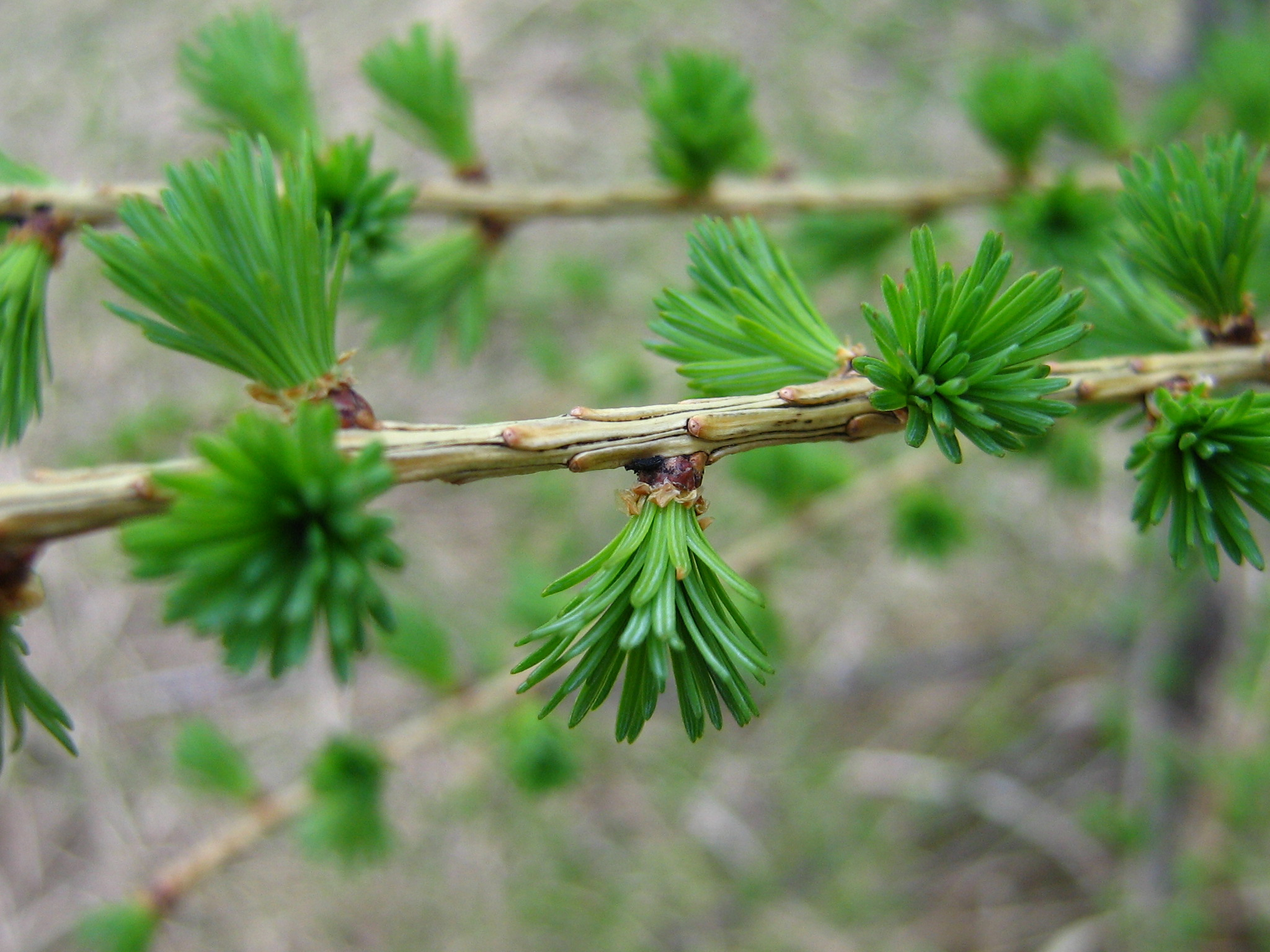
Långskott (grenen) och kortskott (sidoknölarna) hos lärk.

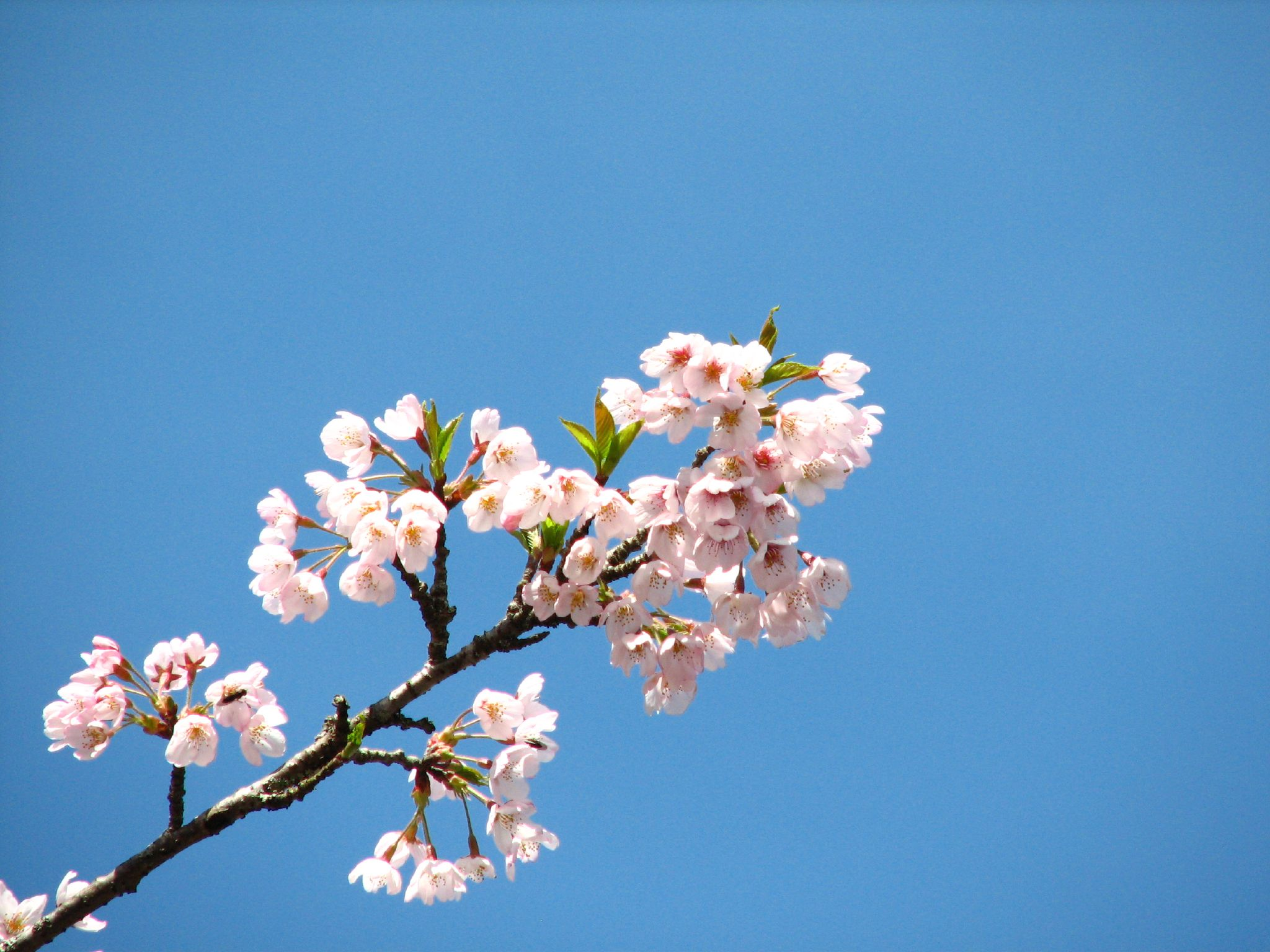
Heterokladi hos Prunus serrulata.